# Rufe Jordan Unit
Rufe Jordan Unit är ett delstatligt fängelse för manliga intagna och är belägen i Gray County i Texas i USA, öster om staden Pampa. Fängelset förvarar intagna som är klassificerade för säkerhetsnivåerna öppen anstalt (G1), låg (G2) och hög (G4). Jordan Unit har en kapacitet på att förvara 1 008 intagna.
Fängelset invigdes i oktober 1992.

## Baten Intermediate Sanction Facility
Baten Intermediate Sanction Facility ligger precis bredvid Jordan Unit och är en delstatlig anläggning för korttidsförvaring av manliga intagna, som har dömts för felonis, och ska eventuellt få sina villkorliga domar alternativt villkorliga frigivningar återkallade av olika anledningar. Den har kapacitet att förvara 188 intagna. Baten ISF invigdes i april 1995.